# 水野信近
水野 信近（みずの のぶちか、大永5年（1525年） - 永禄3年（1560年）6月）は、戦国時代の武将。水野氏、刈谷城主。幼名は千代松、通称は十郎左衛門、藤四郎、藤九郎。水野忠政の三男。子に信政（元茂）、信行、村瀬重治室。

## 生涯
天文12年（1543年）の水野忠政の死後、刈谷水野氏を継いだ。永禄3年（1560年）の桶狭間の戦いの直後、今川家臣の岡部元信に城を攻められて討死した。享年36。ただし、城主である信近は討ち取ったものの、援軍の得られなかった岡部隊は駿河に引き上げたために落城させられなかったとする説も有力である。
その一方、緒川城主である次兄の信元とは別行動をとっていたようであり、桶狭間の以前に水野十郎左衛門は今川義元や斎藤道三と連絡をとりあっていた形跡がある。
後に刈谷城は兄の信元が奪還し、子の信政（元茂）は信元の継養子に迎えられた。

## 登場作品
- 徳川家康 (1983年、NHK大河ドラマ)、演 : 田代隆秀

## 補注
1. 1 2  『寛政重修諸家譜』
2. ↑  織田信雄家臣で四千石。関ヶ原の戦いでは、水野勝成に協力して大垣城を攻める。大坂夏の陣では水野勝成の目付。のちに水戸徳川頼房の家老で一万石
3. ↑  「東浦町誌」資料編3所収、岡部五郎兵衛宛の今川氏真書状（345項）および「松平記」巻2の記述。
4. ↑  小川雄「今川氏の三河・尾張経略と水野一族」戦国史研究会 編『論集 戦国大名今川氏』（岩田書院、2020年） ISBN 978-4-86602-098-3 P174.
5. ↑  山田邦明「戦国大名今川氏の経済事情」戦国史研究会 編『論集 戦国大名今川氏』（岩田書院、2020年） ISBN 978-4-86602-098-3 P201.
6. ↑  以前は、水野十郎左衛門は信元と同一人物と考える説があり、桶狭間のおり、信元は今川に内通していた、と推測する人もいた。